# Diatessaron
Altgriechisch διατεσσάρων diatessárōn (διά diá + τεσσάρων tessárōn „jede vierte oder alle vier“) bezeichnet in der Musik ein Intervall, die Quart.